# Liste der Nummer-eins-Hits in Österreich (2017)
Dies ist eine Liste der Nummer-eins-Hits in Österreich im Jahr 2017. Sie basiert auf den Top 75 der österreichischen Charts bei den Singles und bei den Alben. Das in der Liste angegebene Charteintrittsdatum ist der Freitag zwei Wochen nach Beginn der Verkaufswoche.

## Singles
| ← 2016 ← | Liste der Nummer-eins-Hits in Österreich | Liste der Nummer-eins-Hits in Österreich | Liste der Nummer-eins-Hits in Österreich                                                                | 2018 → |
| \| Zeitraum \| Wo. ges. \| Interpret \| Titel Autor(en) \| Zusätzliche Informationen \| \| (Zeitraum, Wochen auf Platz eins, Interpret, Titel, Autor[en], zusätzliche Informationen) \| \| \| \| \| \| ----------------------------------------------------------------------------------------- \| -------- \| ----------------------------- \| ------------------------------------------------------------------------------------------------------- \| ----------------------------------------------------------------------------------------------------------------------------------------------------------------------------------------------------------------------------------- \| \| 6. Januar 2017 – 12. Januar 2017 1 Woche \| 1 \| Pentatonix \| Hallelujah Leonard Cohen \| – \| \| 13. Januar 2017 – 19. Januar 2017 1 Woche \| 1 \| Alan Walker \| Alone Alan Walker, Jesper Borgen, Jonnali Mikaela Parmenius, Anders Frøen, Gunnar Greve \| Nachdem er mit Faded im Februar des Vorjahres die Spitze erreicht hatte, erzielt Alan Walker weniger als ein Jahr später mit Alone seinen zweiten Nummer-eins-Hit in Österreich. \| \| 20. Januar 2017 – 13. April 2017 12 Wochen (insgesamt 13) \| 13 \| Ed Sheeran \| Shape of You Ed Sheeran, Steve Mac, Johnny McDaid, Kandi Burruss, Tameka Cottle, Kevin Briggs \| Wie im Vereinigten Königreich, in Deutschland und in der Schweiz, steigt Ed Sheeran auch in Österreich mit Shape of You und Castle on the Hill auf Platz 1 und 2 ein und erzielt zudem seinen ersten Nummer-eins-Hit in Österreich. \| \| 14. April 2017 – 20. April 2017 1 Woche \| 1 \| Marco Wagner & Dave Brown \| Hey Bro! Marco Wagner, Dave Brown \| – \| \| 21. April 2017 – 27. April 2017 1 Woche (insgesamt 13) \| 13 \| Ed Sheeran \| Shape of You Ed Sheeran, Steve Mac, Johnny McDaid, Kandi Burruss, Tameka Cottle, Kevin Briggs \| – \| \| 28. April 2017 – 17. August 2017 16 Wochen \| 16 \| Luis Fonsi feat. Daddy Yankee \| Despacito Luis Rodríguez, Erika Ender, Ramón Ayala \| Mit 16 aufeinanderfolgenden Wochen an der Spitze ist Despacito der erfolgreichste Nummer-eins-Hit des Jahrzehnts und verpasst den Rekord von Elton Johns Candle in the Wind 1997 um nur zwei Wochen. \| \| 18. August 2017 – 21. September 2017 5 Wochen \| 5 \| Axwell Λ Ingrosso \| More Than You Know Sebastian Ingrosso, Salem Al Fakir, Axel Hedfors, Vincent Pontare, Richard Zastenker \| Bereits zwei Jahre zuvor hatte das Duo mit Sun Is Shining im Sommer einen Top-20-Hit erzielt. 2017 wurde More Than You Know ihr erster Nummer-eins-Hit in Österreich. \| \| 22. September 2017 – 12. Oktober 2017 3 Wochen \| 3 \| Kay One feat. Pietro Lombardi \| Señorita Boris Fleck, Kenneth Glöckler, Georg Maier, Pietro Lombardi \| – \| \| 13. Oktober 2017 – 19. Oktober 2017 1 Woche (insgesamt 1) \| 1 \| Zayn feat. Sia \| Dusk Till Dawn Zayn Malik, Sia Furler, Greg Kurstin \| – \| \| 20. Oktober 2017 – 26. Oktober 2017 1 Woche \| 1 \| Wanda \| Columbo Marco Wanda \| – \| \| 27. Oktober 2017 – 2. November 2017 1 Woche \| 1 \| Post Malone feat. 21 Savage \| Rockstar Austin Post, Shayaa Abraham-Joseph, Louis Bell, Olufunmibi Awoshiley \| – \| \| 3. November 2017 – 9. November 2017 1 Woche (insgesamt 2) \| 2 \| Ed Sheeran \| Perfect Ed Sheeran \| – \| \| 10. November 2017 – 23. November 2017 2 Wochen (insgesamt 10) \| 10 \| Bausa \| Was du Liebe nennst Julian Otto, Martin Peter Willumeit, Paul Philipp Spurny, David Kraft, Tim Wilke \| – \| \| 24. November 2017 – 30. November 2017 1 Woche (insgesamt 2) \| 2 \| Ed Sheeran \| Perfect Ed Sheeran \| – \| \| 1. Dezember 2017 – 28. Dezember 2017 4 Wochen (insgesamt 10) \| 10 \| Bausa \| Was du Liebe nennst Julian Otto, Martin Peter Willumeit, Paul Philipp Spurny, David Kraft, Tim Wilke \| – \| |                                          |                                          | | |
| ← 2016 |                                          |                                          | | → 2018 → |
| Zeitraum | Wo. ges.                                 | Interpret                                | Titel Autor(en)                                                                                         | Zusätzliche Informationen |
| (Zeitraum, Wochen auf Platz eins, Interpret, Titel, Autor[en], zusätzliche Informationen) |                                          |                                          | | |
| 6. Januar 2017 – 12. Januar 2017 1 Woche | 1                                        | Pentatonix                               | Hallelujah Leonard Cohen                                                                                | – |
| 13. Januar 2017 – 19. Januar 2017 1 Woche | 1                                        | Alan Walker                              | Alone Alan Walker, Jesper Borgen, Jonnali Mikaela Parmenius, Anders Frøen, Gunnar Greve                 | Nachdem er mit Faded im Februar des Vorjahres die Spitze erreicht hatte, erzielt Alan Walker weniger als ein Jahr später mit Alone seinen zweiten Nummer-eins-Hit in Österreich.                                                    |
| 20. Januar 2017 – 13. April 2017 12 Wochen (insgesamt 13) | 13                                       | Ed Sheeran                               | Shape of You Ed Sheeran, Steve Mac, Johnny McDaid, Kandi Burruss, Tameka Cottle, Kevin Briggs           | Wie im Vereinigten Königreich, in Deutschland und in der Schweiz, steigt Ed Sheeran auch in Österreich mit Shape of You und Castle on the Hill auf Platz 1 und 2 ein und erzielt zudem seinen ersten Nummer-eins-Hit in Österreich. |
| 14. April 2017 – 20. April 2017 1 Woche | 1                                        | Marco Wagner & Dave Brown                | Hey Bro! Marco Wagner, Dave Brown                                                                       | – |
| 21. April 2017 – 27. April 2017 1 Woche (insgesamt 13) | 13                                       | Ed Sheeran                               | Shape of You Ed Sheeran, Steve Mac, Johnny McDaid, Kandi Burruss, Tameka Cottle, Kevin Briggs           | – |
| 28. April 2017 – 17. August 2017 16 Wochen | 16                                       | Luis Fonsi feat. Daddy Yankee            | Despacito Luis Rodríguez, Erika Ender, Ramón Ayala                                                      | Mit 16 aufeinanderfolgenden Wochen an der Spitze ist Despacito der erfolgreichste Nummer-eins-Hit des Jahrzehnts und verpasst den Rekord von Elton Johns Candle in the Wind 1997 um nur zwei Wochen.                                |
| 18. August 2017 – 21. September 2017 5 Wochen | 5                                        | Axwell Λ Ingrosso                        | More Than You Know Sebastian Ingrosso, Salem Al Fakir, Axel Hedfors, Vincent Pontare, Richard Zastenker | Bereits zwei Jahre zuvor hatte das Duo mit Sun Is Shining im Sommer einen Top-20-Hit erzielt. 2017 wurde More Than You Know ihr erster Nummer-eins-Hit in Österreich.                                                               |
| 22. September 2017 – 12. Oktober 2017 3 Wochen | 3                                        | Kay One feat. Pietro Lombardi            | Señorita Boris Fleck, Kenneth Glöckler, Georg Maier, Pietro Lombardi                                    | – |
| 13. Oktober 2017 – 19. Oktober 2017 1 Woche (insgesamt 1) | 1                                        | Zayn feat. Sia                           | Dusk Till Dawn Zayn Malik, Sia Furler, Greg Kurstin                                                     | – |
| 20. Oktober 2017 – 26. Oktober 2017 1 Woche | 1                                        | Wanda                                    | Columbo Marco Wanda                                                                                     | – |
| 27. Oktober 2017 – 2. November 2017 1 Woche | 1                                        | Post Malone feat. 21 Savage              | Rockstar Austin Post, Shayaa Abraham-Joseph, Louis Bell, Olufunmibi Awoshiley                           | – |
| 3. November 2017 – 9. November 2017 1 Woche (insgesamt 2) | 2                                        | Ed Sheeran                               | Perfect Ed Sheeran                                                                                      | – |
| 10. November 2017 – 23. November 2017 2 Wochen (insgesamt 10) | 10                                       | Bausa                                    | Was du Liebe nennst Julian Otto, Martin Peter Willumeit, Paul Philipp Spurny, David Kraft, Tim Wilke    | – |
| 24. November 2017 – 30. November 2017 1 Woche (insgesamt 2) | 2                                        | Ed Sheeran                               | Perfect Ed Sheeran                                                                                      | – |
| 1. Dezember 2017 – 28. Dezember 2017 4 Wochen (insgesamt 10) | 10                                       | Bausa                                    | Was du Liebe nennst Julian Otto, Martin Peter Willumeit, Paul Philipp Spurny, David Kraft, Tim Wilke    | – |

## Alben
| ← 2016 ← | Liste der Nummer-eins-Alben in Österreich | Liste der Nummer-eins-Alben in Österreich | Liste der Nummer-eins-Alben in Österreich        | 2018 →                    |
| \| Zeitraum \| Wo. ges. \| Interpret \| Titel \| Zusätzliche Informationen \| \| (Zeitraum, Wochen auf Platz eins, Interpret, Titel, zusätzliche Informationen) \| \| \| \| \| \| ------------------------------------------------------------------------------ \| -------- \| --------------------------------------- \| ------------------------------------------------ \| ------------------------- \| \| 6. Januar 2017 – 12. Januar 2017 1 Woche (insgesamt 7) \| 7 \| Helene Fischer \| Weihnachten \| – \| \| 13. Januar 2017 – 19. Januar 2017 1 Woche (insgesamt 2) \| 2 \| Andreas Gabalier \| MTV Unplugged \| – \| \| 20. Januar 2017 – 9. Februar 2017 3 Wochen \| 3 \| Wiener Philharmoniker / Gustavo Dudamel \| Neujahrskonzert 2017 \| – \| \| 10. Februar 2017 – 16. Februar 2017 1 Woche \| 1 \| Turbobier \| Das neue Festament \| – \| \| 17. Februar 2017 – 23. Februar 2017 1 Woche \| 1 \| Capital Bra \| Makarov Komplex \| – \| \| 24. Februar 2017 – 2. März 2017 1 Woche \| 1 \| (Soundtrack) \| Fifty Shades Darker \| – \| \| 3. März 2017 – 16. März 2017 2 Wochen \| 2 \| Falco \| Falco 60 \| – \| \| 17. März 2017 – 30. März 2017 2 Wochen (insgesamt 5) \| 5 \| Ed Sheeran \| ÷ \| – \| \| 31. März 2017 – 6. April 2017 1 Woche \| 1 \| Depeche Mode \| Spirit \| – \| \| 7. April 2017 – 13. April 2017 1 Woche \| 1 \| The Kelly Family \| We Got Love \| – \| \| 14. April 2017 – 20. April 2017 1 Woche \| 1 \| Andy Borg \| Cara Mia \| – \| \| 21. April 2017 – 4. Mai 2017 2 Wochen \| 2 \| Seiler und Speer \| und weida? \| – \| \| 5. Mai 2017 – 11. Mai 2017 1 Woche \| 1 \| Parov Stelar \| The Burning Spider \| – \| \| 12. Mai 2017 – 18. Mai 2017 1 Woche \| 1 \| Gorillaz \| Humanz \| – \| \| 19. Mai 2017 – 25. Mai 2017 1 Woche \| 1 \| Die Toten Hosen \| Laune der Natur \| – \| \| 26. Mai 2017 – 22. Juni 2017 4 Wochen (insgesamt 6) \| 6 \| Helene Fischer \| Helene Fischer \| – \| \| 23. Juni 2017 – 29. Juni 2017 1 Woche \| 1 \| Bushido \| Black Friday \| – \| \| 30. Juni 2017 – 6. Juli 2017 1 Woche \| 1 \| KC Rebell & Summer Cem \| Maximum \| – \| \| 7. Juli 2017 – 20. Juli 2017 2 Wochen \| 2 \| Semino Rossi \| Ein Teil von mir \| – \| \| 21. Juli 2017 – 27. Juli 2017 1 Woche \| 1 \| Verschiedene Interpreten \| Sing meinen Song – Das Tauschkonzert, Vol. 4 \| – \| \| 28. Juli 2017 – 3. August 2017 1 Woche \| 1 \| 187 Strassenbande \| Sampler 4 \| – \| \| 4. August 2017 – 10. August 2017 1 Woche \| 1 \| Linkin Park \| One More Light \| – \| \| 11. August 2017 – 31. August 2017 3 Wochen \| 3 \| Nockalm Quintett \| In der Nacht \| – \| \| 1. September 2017 – 7. September 2017 1 Woche \| 1 \| Oliver Haidt \| Der Ruf meines Herzens \| – \| \| 8. September 2017 – 14. September 2017 1 Woche \| 1 \| RAF Camora \| Anthrazit \| – \| \| 15. September 2017 – 21. September 2017 1 Woche \| 1 \| Pizzera & Jaus \| Unerhört solide \| – \| \| 22. September 2017 – 28. September 2017 1 Woche \| 1 \| Cro \| tru. \| – \| \| 29. September 2017 – 5. Oktober 2017 1 Woche \| 1 \| Foo Fighters \| Concrete and Gold \| – \| \| 6. Oktober 2017 – 12. Oktober 2017 1 Woche \| 1 \| Nik P. \| Ohne wenn und aber \| – \| \| 13. Oktober 2017 – 19. Oktober 2017 1 Woche \| 1 \| Kool Savas & Sido \| Royal Bunker \| – \| \| 20. Oktober 2017 – 26. Oktober 2017 1 Woche \| 1 \| Wanda \| Niente \| – \| \| 27. Oktober 2017 – 2. November 2017 1 Woche \| 1 \| Pink \| Beautiful Trauma \| – \| \| 3. November 2017 – 9. November 2017 1 Woche \| 1 \| Kiddy Contest Kids \| Kiddy Contest Vol. 23 \| – \| \| 10. November 2017 – 16. November 2017 1 Woche \| 1 \| Die Seer \| Des Olls is Hoamat \| – \| \| 17. November 2017 – 23. November 2017 1 Woche \| 1 \| Dame \| Zukunftsmusik \| – \| \| 24. November 2017 – 30. November 2017 1 Woche \| 1 \| Taylor Swift \| Reputation \| – \| \| 1. Dezember 2017 – 7. Dezember 2017 1 Woche (insgesamt 5) \| 5 \| Ed Sheeran \| ÷ \| – \| \| 8. Dezember 2017 – 14. Dezember 2017 1 Woche \| 1 \| Verschiedene Interpreten \| Sing meinen Song – Das Weihnachtskonzert, Vol. 4 \| – \| \| 15. Dezember 2017 – 21. Dezember 2017 1 Woche \| 1 \| Kollegah & Farid Bang \| Jung, brutal, gutaussehend 3 \| – \| \| 22. Dezember 2017 – 28. Dezember 2017 1 Woche (insgesamt 5) \| 5 \| Ed Sheeran \| ÷ \| – \| |                                           |                                           |                                                  |                           |
| ← 2016 |                                           |                                           |                                                  | → 2018 →                  |
| Zeitraum | Wo. ges.                                  | Interpret                                 | Titel                                            | Zusätzliche Informationen |
| (Zeitraum, Wochen auf Platz eins, Interpret, Titel, zusätzliche Informationen) |                                           |                                           |                                                  |                           |
| 6. Januar 2017 – 12. Januar 2017 1 Woche (insgesamt 7) | 7                                         | Helene Fischer                            | Weihnachten                                      | –                         |
| 13. Januar 2017 – 19. Januar 2017 1 Woche (insgesamt 2) | 2                                         | Andreas Gabalier                          | MTV Unplugged                                    | –                         |
| 20. Januar 2017 – 9. Februar 2017 3 Wochen | 3                                         | Wiener Philharmoniker / Gustavo Dudamel   | Neujahrskonzert 2017                             | –                         |
| 10. Februar 2017 – 16. Februar 2017 1 Woche | 1                                         | Turbobier                                 | Das neue Festament                               | –                         |
| 17. Februar 2017 – 23. Februar 2017 1 Woche | 1                                         | Capital Bra                               | Makarov Komplex                                  | –                         |
| 24. Februar 2017 – 2. März 2017 1 Woche | 1                                         | (Soundtrack)                              | Fifty Shades Darker                              | –                         |
| 3. März 2017 – 16. März 2017 2 Wochen | 2                                         | Falco                                     | Falco 60                                         | –                         |
| 17. März 2017 – 30. März 2017 2 Wochen (insgesamt 5) | 5                                         | Ed Sheeran                                | ÷                                                | –                         |
| 31. März 2017 – 6. April 2017 1 Woche | 1                                         | Depeche Mode                              | Spirit                                           | –                         |
| 7. April 2017 – 13. April 2017 1 Woche | 1                                         | The Kelly Family                          | We Got Love                                      | –                         |
| 14. April 2017 – 20. April 2017 1 Woche | 1                                         | Andy Borg                                 | Cara Mia                                         | –                         |
| 21. April 2017 – 4. Mai 2017 2 Wochen | 2                                         | Seiler und Speer                          | und weida?                                       | –                         |
| 5. Mai 2017 – 11. Mai 2017 1 Woche | 1                                         | Parov Stelar                              | The Burning Spider                               | –                         |
| 12. Mai 2017 – 18. Mai 2017 1 Woche | 1                                         | Gorillaz                                  | Humanz                                           | –                         |
| 19. Mai 2017 – 25. Mai 2017 1 Woche | 1                                         | Die Toten Hosen                           | Laune der Natur                                  | –                         |
| 26. Mai 2017 – 22. Juni 2017 4 Wochen (insgesamt 6) | 6                                         | Helene Fischer                            | Helene Fischer                                   | –                         |
| 23. Juni 2017 – 29. Juni 2017 1 Woche | 1                                         | Bushido                                   | Black Friday                                     | –                         |
| 30. Juni 2017 – 6. Juli 2017 1 Woche | 1                                         | KC Rebell & Summer Cem                    | Maximum                                          | –                         |
| 7. Juli 2017 – 20. Juli 2017 2 Wochen | 2                                         | Semino Rossi                              | Ein Teil von mir                                 | –                         |
| 21. Juli 2017 – 27. Juli 2017 1 Woche | 1                                         | Verschiedene Interpreten                  | Sing meinen Song – Das Tauschkonzert, Vol. 4     | –                         |
| 28. Juli 2017 – 3. August 2017 1 Woche | 1                                         | 187 Strassenbande                         | Sampler 4                                        | –                         |
| 4. August 2017 – 10. August 2017 1 Woche | 1                                         | Linkin Park                               | One More Light                                   | –                         |
| 11. August 2017 – 31. August 2017 3 Wochen | 3                                         | Nockalm Quintett                          | In der Nacht                                     | –                         |
| 1. September 2017 – 7. September 2017 1 Woche | 1                                         | Oliver Haidt                              | Der Ruf meines Herzens                           | –                         |
| 8. September 2017 – 14. September 2017 1 Woche | 1                                         | RAF Camora                                | Anthrazit                                        | –                         |
| 15. September 2017 – 21. September 2017 1 Woche | 1                                         | Pizzera & Jaus                            | Unerhört solide                                  | –                         |
| 22. September 2017 – 28. September 2017 1 Woche | 1                                         | Cro                                       | tru.                                             | –                         |
| 29. September 2017 – 5. Oktober 2017 1 Woche | 1                                         | Foo Fighters                              | Concrete and Gold                                | –                         |
| 6. Oktober 2017 – 12. Oktober 2017 1 Woche | 1                                         | Nik P.                                    | Ohne wenn und aber                               | –                         |
| 13. Oktober 2017 – 19. Oktober 2017 1 Woche | 1                                         | Kool Savas & Sido                         | Royal Bunker                                     | –                         |
| 20. Oktober 2017 – 26. Oktober 2017 1 Woche | 1                                         | Wanda                                     | Niente                                           | –                         |
| 27. Oktober 2017 – 2. November 2017 1 Woche | 1                                         | Pink                                      | Beautiful Trauma                                 | –                         |
| 3. November 2017 – 9. November 2017 1 Woche | 1                                         | Kiddy Contest Kids                        | Kiddy Contest Vol. 23                            | –                         |
| 10. November 2017 – 16. November 2017 1 Woche | 1                                         | Die Seer                                  | Des Olls is Hoamat                               | –                         |
| 17. November 2017 – 23. November 2017 1 Woche | 1                                         | Dame                                      | Zukunftsmusik                                    | –                         |
| 24. November 2017 – 30. November 2017 1 Woche | 1                                         | Taylor Swift                              | Reputation                                       | –                         |
| 1. Dezember 2017 – 7. Dezember 2017 1 Woche (insgesamt 5) | 5                                         | Ed Sheeran                                | ÷                                                | –                         |
| 8. Dezember 2017 – 14. Dezember 2017 1 Woche | 1                                         | Verschiedene Interpreten                  | Sing meinen Song – Das Weihnachtskonzert, Vol. 4 | –                         |
| 15. Dezember 2017 – 21. Dezember 2017 1 Woche | 1                                         | Kollegah & Farid Bang                     | Jung, brutal, gutaussehend 3                     | –                         |
| 22. Dezember 2017 – 28. Dezember 2017 1 Woche (insgesamt 5) | 5                                         | Ed Sheeran                                | ÷                                                | –                         |

## Jahreshitparaden
| ← 2016 ← | Liste der Nummer-eins-Hits in Österreich | Liste der Nummer-eins-Hits in Österreich                     | Liste der Nummer-eins-Hits in Österreich | 2018 →   |
| \| Singles \| Position# \| Alben \| \| ----------------------------------------------------------------------------------------------------------------------------------- \| --------- \| ------------------------------------------------------------ \| \| Despacito Luis Fonsi feat. Daddy Yankee Luis Rodríguez, Erika Ender, Ramón Ayala \| 1 \| Helene Fischer \| \| Shape of You Ed Sheeran , Steve Mac, Johnny McDaid, Kandi Burruss, Tameka Cottle, Kevin Briggs \| 2 \| ÷ Ed Sheeran \| \| Thunder Imagine Dragons Dan Reynolds, Wayne Sermon, Ben McKee, Daniel Platzman, Alexander Grant, Jayson DeZuzio \| 3 \| Falco60 Falco \| \| Something Just Like This The Chainsmokers & Coldplay Andrew Taggert, Guy Berryman, Jonny Buckland, Will Champion, Chris Martin \| 4 \| Unerhört solide Pizzera & Jaus \| \| Tuesday Burak Yeter feat. Danelle Sandoval Burak Yeter \| 5 \| Niente Wanda \| \| More Than You Know Axwell Λ Ingrosso Sebastian Ingrosso, Salem Al Fakir, Axel Hedfors, Vincent Pontare, Richard Zastenker \| 6 \| Und weida? Seiler und Speer \| \| OK Robin Schulz feat. James Blunt Robin Schulz, James Blunt, Steve Mac, MoZella \| 7 \| Neujahrskonzert 2017 Wiener Philharmoniker / Gustavo Dudamel \| \| Believer Imagine Dragons Dan Reynolds, Wayne Sermon, Ben McKee, Daniel Platzman, Robin Fredriksson, Mattias Larsson, Justin Tranter \| 8 \| Jetzt geht’s richtig los! Klubbb3 \| \| Galway Girl Ed Sheeran , Amy Wadge, Damian McKee, Eamon Murray, Johnny McDaid, Liam Bradley, Niamh Dunne, Sean Graham, Foy Vance \| 9 \| In der Nacht Nockalm Quintett \| \| It Ain’t Me Kygo & Selena Gomez Kyrre Gørvell-Dahll, Selena Gomez, Andrew Wotman, Brian Lee, Ali Tamposi \| 10 \| Ein Teil von mir Semino Rossi \| |                                          |                                                              |                                          |          |
| ← 2016 |                                          |                                                              |                                          | → 2018 → |
| Singles | Position#                                | Alben                                                        |                                          |          |
| Despacito Luis Fonsi feat. Daddy Yankee Luis Rodríguez, Erika Ender, Ramón Ayala | 1                                        | Helene Fischer                                               |                                          |          |
| Shape of You Ed Sheeran , Steve Mac, Johnny McDaid, Kandi Burruss, Tameka Cottle, Kevin Briggs | 2                                        | ÷ Ed Sheeran                                                 |                                          |          |
| Thunder Imagine Dragons Dan Reynolds, Wayne Sermon, Ben McKee, Daniel Platzman, Alexander Grant, Jayson DeZuzio | 3                                        | Falco60 Falco                                                |                                          |          |
| Something Just Like This The Chainsmokers & Coldplay Andrew Taggert, Guy Berryman, Jonny Buckland, Will Champion, Chris Martin | 4                                        | Unerhört solide Pizzera & Jaus                               |                                          |          |
| Tuesday Burak Yeter feat. Danelle Sandoval Burak Yeter | 5                                        | Niente Wanda                                                 |                                          |          |
| More Than You Know Axwell Λ Ingrosso Sebastian Ingrosso, Salem Al Fakir, Axel Hedfors, Vincent Pontare, Richard Zastenker | 6                                        | Und weida? Seiler und Speer                                  |                                          |          |
| OK Robin Schulz feat. James Blunt Robin Schulz, James Blunt, Steve Mac, MoZella | 7                                        | Neujahrskonzert 2017 Wiener Philharmoniker / Gustavo Dudamel |                                          |          |
| Believer Imagine Dragons Dan Reynolds, Wayne Sermon, Ben McKee, Daniel Platzman, Robin Fredriksson, Mattias Larsson, Justin Tranter | 8                                        | Jetzt geht’s richtig los! Klubbb3                            |                                          |          |
| Galway Girl Ed Sheeran , Amy Wadge, Damian McKee, Eamon Murray, Johnny McDaid, Liam Bradley, Niamh Dunne, Sean Graham, Foy Vance | 9                                        | In der Nacht Nockalm Quintett                                |                                          |          |
| It Ain’t Me Kygo & Selena Gomez Kyrre Gørvell-Dahll, Selena Gomez, Andrew Wotman, Brian Lee, Ali Tamposi | 10                                       | Ein Teil von mir Semino Rossi                                |                                          |          |